# 374848 Arturomalignani
374848 Arturomalignani è un asteroide della fascia principale. Scoperto nel 2006, presenta un'orbita caratterizzata da un semiasse maggiore pari a 2,3508750 au e da un'eccentricità di 0,1573431, inclinata di 3,44454° rispetto all'eclittica.
È dedicato all'omonimo inventore italiano.